# Langue des signes tchèque
La langue des signes tchèque est une langue des signes utilisée par les sourds et leurs proches en République tchèque. Elle est reconnue par la loi tchèque du 11 juin 1998.